# Бродвелл (Іллінойс)
Бродвелл (англ. Broadwell) — селище (англ. village) в США, в окрузі Лоґан штату Іллінойс. Населення — 136 осіб (2020).

## Географія
Бродвелл розташований за координатами 40°4′1″ пн. ш. 89°26′34″ зх. д. / 40.06694° пн. ш. 89.44278° зх. д. (40.066866, -89.442860).  За даними Бюро перепису населення США в 2010 році селище мало площу 0,47 км², уся площа — суходіл.

## Демографія
Згідно з переписом 2010 року, у селищі мешкало 145 осіб у 66 домогосподарствах у складі 42 родин. Густота населення становила 308 осіб/км².  Було 78 помешкань (166/км²).
Расовий склад населення:
| - 99,3 % — білих - 0,7 % — чорних або афроамериканців |

До двох чи більше рас належало 0,0 %. Частка іспаномовних становила 0,7 % від усіх жителів.
За віковим діапазоном населення розподілялося таким чином: 15,2 % — особи молодші 18 років, 69,6 % — особи у віці 18—64 років, 15,2 % — особи у віці 65 років та старші. Медіана віку мешканця становила 47,3 року. На 100 осіб жіночої статі у селищі припадало 101,4 чоловіків;  на 100 жінок у віці від 18 років та старших — 98,4 чоловіків також старших 18 років.
Середній дохід на одне домашнє господарство  становив 61 640 доларів США (медіана — 42 500), а середній дохід на одну сім'ю — 70 724 долари (медіана — 55 833). За межею бідності перебувало 11,1 % осіб, у тому числі 14,3 % дітей у віці до 18 років та 0,0 % осіб у віці 65 років та старших.
Цивільне працевлаштоване населення становило 59 осіб. Основні галузі зайнятості: освіта, охорона здоров'я та соціальна допомога — 27,1 %, науковці, спеціалісти, менеджери — 16,9 %, мистецтво, розваги та відпочинок — 11,9 %, транспорт — 10,2 %.